# Florencia Bonsegundo
María Florencia Bonsegundo (Morteros, 14 luglio 1993) è una calciatrice argentina, attaccante dello Sporting Lisbona e della nazionale argentina.

## Carriera
Nel 2019 partecipa al campionato mondiale con la nazionale argentina.
Segna una rete al Mondiale del 2019 su calcio di rigore contro la Scozia partita finita 3-3.